# Immergut Festival
Das Immergut Festival ist ein deutsches Musikfestival in Neustrelitz, Mecklenburg-Vorpommern. Es findet seit 2000 jährlich meist am letzten Maiwochenende statt und ist mittlerweile zu einer festen Institution im Bereich der Musik- und Festivalveranstaltungen sowie für die Region Mecklenburg-Strelitz und das Land Mecklenburg-Vorpommern geworden. Hinter dem Festival steht der ehrenamtlich arbeitende Verein immergutrocken e. V. mit Sitz in Neustrelitz, der die Aufgaben der Planung, Organisation und Durchführung unter anderem des Immergut Festivals und des Theaterabends „Immergut im Großen Haus“ übernimmt. Der Name „Immergut“ geht auf die gleichnamige Molkerei im benachbarten Stavenhagen zurück. Darauf spielt das Logo an, ein zum Globus stilisiertes Euter, in dessen Mitte die Silhouette einer Milchkanne abgebildet ist.

## Geschichte
Die erste Auflage des Immergut Festivals fand 2000 auf dem Gelände des Neustrelitzer Landratsamtes statt. Gegründet wurde es von den Neustrelitzer Initiatoren Mirko Wegner und Daniel Kempf, die damit das popkulturelle Brachland Mecklenburg/Vorpommern beleben und gleichzeitig eine Art Szenetreffen für den deutschen Indiekosmos etablieren wollten. Rund 1000 Besucher nahmen an dieser Erstausgabe teil. Zu diesem Festival-Auftakt fand auch das Fußballturnier „Immergutzocken“ zum ersten Mal statt und gehört seitdem traditionell zum Samstagvormittag-Programm des Immergut Festivals. Beim Turnier erhalten Besucher nach vorhergehender Qualifikation die Möglichkeit, gegen Mitglieder der Organisationsrunde, Medienvertreter und Bands anzutreten.
Das Festival wuchs schnell von einer lokalen Größe zu einem festen Begriff im deutschen Festivalkalender und beschreibt seitdem den Auftakt für die Festivalsaison. 2001 wuchs das Festival auf circa 3000 Besucher. Im folgenden Jahr wurde noch ein bisschen zusammengerückt, sodass die Besucherzahl auf 4000 steigen konnte und das Festival mit dieser Zahl auch erstmals ausverkauft war. Ebenfalls im Jahre 2002 gründete sich aus dem eingeschworenen Freundeskreis der Initiatoren der bis heute gemeinnützig agierende immergutrocken e. V.

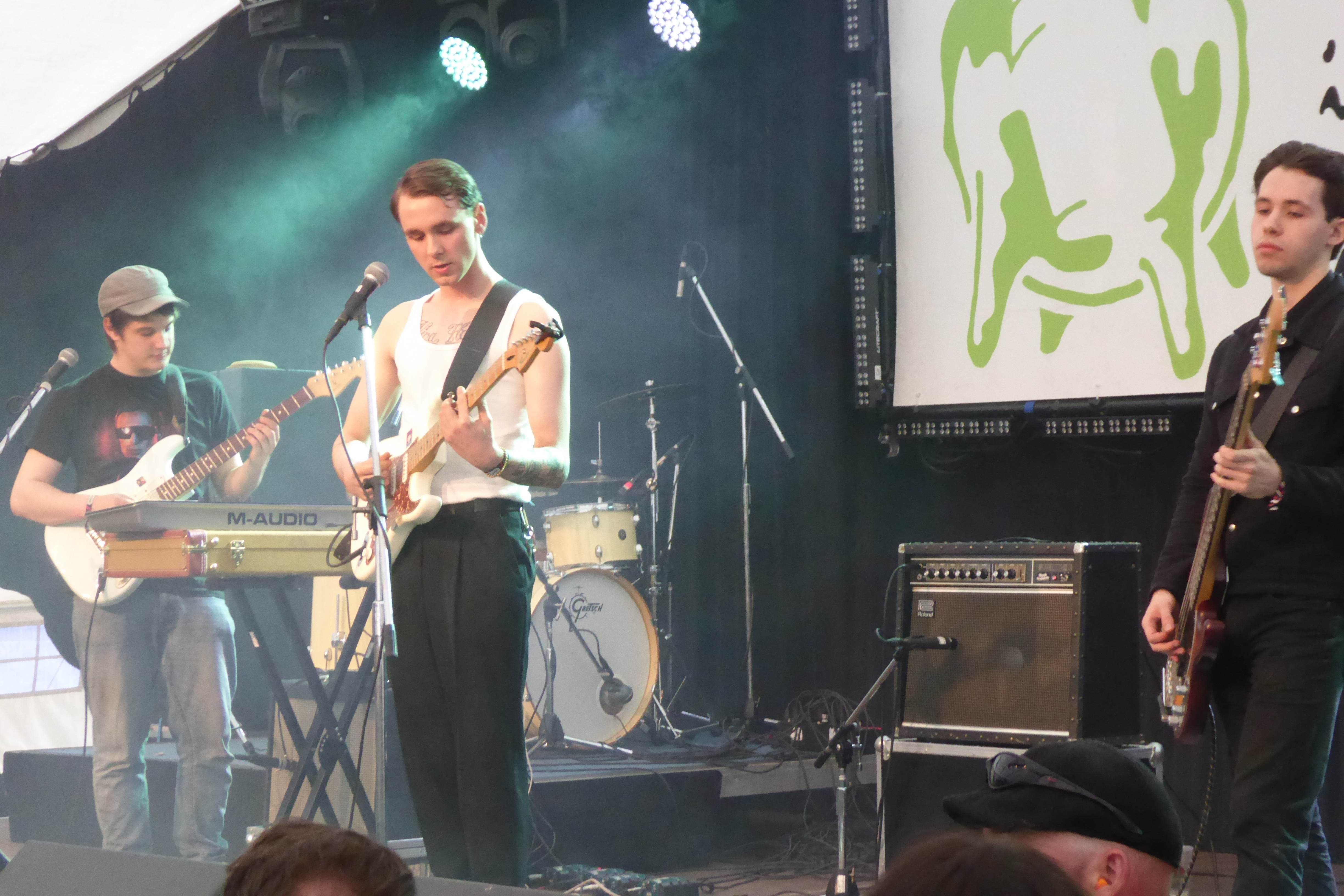
Drangsal, rechts das Immergut-Logo, ein zum Globus stilisiertes Euter (2016)

Nach dem Wachstum der ersten Jahre und Umbaumaßnahmen am alten Standort war ein Umzug unausweichlich. Seit 2003 ist ein größeres Gelände mit Platz für bis zu 5000 Besucher etwas außerhalb von Neustrelitz am Bürgerseeweg die Heimat des Immergut Festivals. Die Zahl der Karten wird bewusst auf diesem für Festivalverhältnisse niedrigen Level gehalten, um die oft gerühmte Familiarität und sichere Organisation erhalten zu können.
Nachdem das Festival in den ersten Jahren vor allem die Größen der deutschen Indie-Szene vor Ort vereinigte, werden seit dem Jahr 2004 zunehmend internationale Bands des Genres gebucht. Zur neunten Ausgabe wurden am Donnerstag vor dem Immergut Festival 2008 erstmals Leser eingeladen, die bei Live-Lesungen vor das Publikum traten und ihre Werke im Rahmen des Festivals präsentierten. Diese Programmerweiterung ist seit 2010 ein fester Bestandteil des Bookings. Für Lesungen, akustische musikalische Beiträge und DJ-Sets bei Nacht wurde 2010 auch eigens eine neue Bühne ins Leben gerufen. Mit dem intimen Birkenhain vereint das Immergut Festival somit drei verschiedene Spielstätten (Waldbühne, Zeltbühne, Birkenhain) für sein Programm auf dem Festivalgelände am Bürgerseeweg.
Neben den Lesungen gehören auch Ausstellungen der bildenden Künste unter dem Namen „Kunz“ seit 2009 zum Programm des Immergut Festivals. „Damals haben sich Leute aus dem Verein kleine Projekte ausgedacht, die was mit dem Immergut und der Region zu tun haben sollten“. Mittlerweile können sich im Rahmen der „Kunz“-Ausstellungen jedes Jahr auch vereinsexterne Künstler oder Künstlerkollektive mit Ideen bewerben, um ihre Werke auf dem Festivalgelände auszustellen und so Teil des Immergut Festivals zu werden.
Der zehnte Festival-Geburtstag im Jahr 2009 wurde von einer Filmcrew unter der Regie von Hagen Decker begleitet. Die Musikdokumentation „Immergut – Der Film“ zeigt „Kinobilder, unterhaltsame Anekdoten, Interviews mit den Machern, den Bands, der Peripherie und natürlich den Fans“ und fängt so Momente auf, hinter und vor der Bühne ein.
Seit 2012 veranstaltet der immergutrocken e. V. jährlich neben dem Immergut Festival auch den Theaterabend „Immergut im Großen Haus“. In Zusammenarbeit mit dem Landestheater Neustrelitz übersetzt der immergutrocken e. V. das Festivalgefühl in das eher klassische Ambiente des Landestheaters und bringt so Neustrelitzer sowie Festivalbesucher aus der gesamten Republik zusammen. „In der noch jungen Tradition verwandelte sich das Neustrelitzer Theater durch die Immergut-Künstler und -Besucher mal in einen Konzertsaal, dann in einen Szeneclub oder wie [2013] mit dem Techno-Trio ‚Fraktus‘ erst in ein Kino und anschließend in eine Großraumdisco“. Die eigenständige Veranstaltung findet immer am Vorabend des Immergut Festivals statt.
Anlässlich zum 20. Geburtstag des Festivals gab es 2019 drei statt zwei Festivaltage. Möglich gemacht wurde das durch die Förderung der Initiative Musik, die unter dem Motto „Musik mit Haltung“ vergeben wurde. Somit waren am Festival-Donnerstag 2019 Bands zu sehen, die durch ihre Musik klare Standpunkte vermitteln. Neben verschiedenen musikalischen Beiträgen gab es erstmals auch Panels und Vorträge zu eben diesem Thema.

## Der Verein – immergutrocken e.V.
Der gemeinnützige Verein immergutrocken e. V. wurde 2002 von einem eingeschworenen Neustrelitzer Freundeskreis gegründet. Der Verein mit Sitz in Neustrelitz hat den Zweck, die musikalische Vielfalt in der Stadt sowie im Land Mecklenburg-Vorpommern zu erhöhen und insbesondere mit musikalischen Angeboten für Jugendliche zu bereichern. Die Aufgaben des Vereins sind vornehmlich die Planung, Organisation und Durchführung des jährlich stattfindenden Immergut Festivals sowie des Theaterabends „Immergut im Großen Haus“.
Seit dem Schuljahr 2015/16 leitet der immergutrocken e. V. in Zusammenarbeit mit dem Gymnasium Carolinum Neustrelitz ein Projektfach, bei dem Schüler hinter die Kulissen der Festivalorganisation schauen und sich mit kleineren Projekten am Festival beteiligen können. Das Projektfach dient unter anderem der beruflichen Orientierung und soll eventuellen Berührungsängsten mit ehrenamtlicher Arbeit entgegenwirken.

## Line-ups
Bisher traten beim Immergut Festival folgende Künstler auf:
- 2. und 3. Juni 2000: Readymade, Beatsteaks, Sportfreunde Stiller, Samba, Pale, Virginia Jetzt!, Porous, Die Jones, Luke, Nevis, Pussybox, Seesaw, Soulmate, Sweet Zoe, Tricky Lobsters
- 25. und 26. Mai 2001: Donots, Blackmail, Readymade, Miles, Slut, Beatsteaks, Tom Liwa, Tomte, Sofaplanet, Eskobar, Pale, Porous, Virginia Jetzt!, Friends of Dean Martinez, Sportfreunde Stiller, Delbo, Luke, Noise Polution, Nova, Rocco Clein, Silber, Sofaplanet, Subterfuge, The Electric Club
- 31. Mai und 1. Juni 2002: Tocotronic, Die Sterne, The Soundtrack of Our Lives, MIA., Scumbucket, Samba, Beatsteaks, Aereogramme, Kettcar, Tomte, Bernd Begemann, Astra Kid, Das Pop, Dyade, One Man and his Droid, Pluxus, Solarscape, Soulmate, The Monochords, Sometree
- 30 und 31. Mai 2003: Therapy?, Console, Readymade, Miles, Slut, Fireside, Kante, Superpunk, Blackmail, Palestar, Virginia Jetzt!, The Robocop Kraus, Pelzig, Chokebore, Cursive, Bolzplatz Heroes, Les Garcons, Mondo Fumatore, Sport, Tilman Rossmy Quartett
- 28. und 29. Mai 2004: Adam Green, Bernd Begemann, Broken Social Scene, Delbo, Kettcar, Lali Puna, Marr, Naked Lunch, Porous, Roman Fischer, Seachange, Seafood, Sometree, Stars, Tele, The Crash, The Notwist, The Weakerthans, Tigerbeat, Tiger Lou, Tobacco, Tomte
- 27. und 28. Mai 2005: Angelika Express, Boxhamsters, Deichkind, Florian Horwath, Girls in Hawaii, Kante, Kate Mosh, Koufax, Last days of April, Madsen, Maximo Park, Melody Club, Moneybrother, Monta, MS John Soda, Nada Surf, Puppetmastaz, Seidenmatt, Styrofoam, The Album Leaf, The Robocop Kraus, Timid Tiger
- 26. und 27. 2006: Amy Millan, Art Brut, Blumfeld, Broken Social Scene, Die Regierung, Feist, Flowerpornoes, Fotos, Gregor Samsa, Jason Collett, Luke, Mew, Midlake, MIA., Monoland, Klez.e, Okkervil River, Pale, Phantom/Ghost, Radio 4, The Appleseed Cast, Tomte, Yeah Yeah Yeahs
- 1. und 2. Juni 2007: A Hawk and a Hacksaw, Architecture in Helsinki, Erobique, Finn., Friska Viljor, Jeans Team, Kristofer Aström, Lichter, Malajube, Monta, Naked Lunch, Polarkreis 18, Ragazzi, Seidenmatt, Shout Out Louds, Sir Simon Battle, Someone still loves you Boris Yeltsin, Sophia, Superpunk, Tele, Tied and Tickled Trio, Tocotronic, Virginia Jetzt!
- 30. und 31. 2008: Blood Red Shoes, Bunny Rabbit, Cartridge, Fotos, Get Well Soon, Girls in Hawaii, ILiKETRAiNS, John Goldtrain, Johnossi, Lo-Fi-Fnk, Louie Austen, Menomena, Microstern, Ólafur Arnalds, Peter Licht, Slut, Studio Braun, Ter Haar, The Audience, The Lemonheads, The Notwist, The Weakerthans, Tiere streicheln Menschen, Trip Fontaine
- 29. und 30. Mai 2009: A Golden Pony Boy, Bodi Bill, Die Sterne, Friska Viljor, Frittenbude, Jeans Team, Hello Saferide, Hundreds, Kate Mosh, Kettcar, Luke, Olli Schulz, Pale, Polarkreis 18, Samba, Silvester, Sometree, Telekinesis, The Band on the Edge of Forever, The Soundtrack of Our Lives (OEOC), The Whitest Boy Alive, Tilman Rossmy, Timid Tiger, Tomte, Virginia Jetzt!
- 28. und 29. Mai 2010: An Horse, Arezu Weitholz, Bibio, Bonaparte, Chikinki, Dancing Pigeons, Domannduda, Everything Everything, Efterklang, FM Belfast, Francesco Wilking, The Go! Team, I Heart Sharks, James Yuill, Ja, Panik, Jens Ertelt, Jens Friebe, Judith Traudes, Karrera Klub DJ-Team, The Kissaway Trail, Lali Puna, Mediengruppe Telekommander, My Awesome Mixtape, Norman Palm, Official Secrets Act, Pitchtuner, Remmidemmi DJ-Team, Rico., Rocko Schamoni, Talking To Turtles, Tanja Ogrzal, Tokyo Police Club, Turbostaat, Two Door Cinema Club, Ulrike Jäger, Vierkanttretlager, We Were Promised Jetpacks, William Fitzsimmons
- 27. und 28. 2011: Ariane Grundies, Balthazar, Brandt Brauer Frick, Chuckamuck, The Crookes, Darwin Deez, dEUS, Erobique, Frank Spilker, Gisbert Zu Knyphausen, Hans Unstern & Band, Herrenmagazin, Jason Collett, Jürgen Kuttner, Lea Groß, Lisa Hofmann & Johanna Lucklum, Lissy-Theresa Willberg, Martina Hoffmann, Michael Kellenbenz, Mogwai, Nagel, Nôze, Ra Ra Riot, Retro Stefson, Sarah Domann, Station 17, Those Dancing Days, Tino Hanekamp, Touchy Mob, Ulrike Jäger, Waters, Who Knew
- 24., 25. und 26. Mai 2012: Alle Farben, Blood Red Shoes, Die Höchste Eisenbahn, Die Vögel, Einar Stray, Francis International Airport, Friska Viljor, Heinz Strunk, Kakkmaddafakka, Leif Randt, Me and My Drummer, New Build, Pupkulies & Rebecca, Sandro Perri, Sin Fang, Slagsmalsklubben, Sóley, Tall Ships, The Hidden Cameras, The Hundred in the Hands, The Mouse Folk, Tiere Streicheln Menschen, Totally Enormous Extinct Dinosaurs, Vierkanttretlager, WhoMadeWho; Immergut im Großen Haus: Hauschka, Hundreds, Immanu El
- 30., 31. Mai und 1. Juni 2013: Beach Fossils, Christian Löffler, David Jonathan, Die Heiterkeit, Dry The River, Efterklang, Fenster, Frank Spilker (Lesung), Gold Panda, Honig, Jeans Team, Jens Lekman, Karrera Klub, La Boum Fatalle ft. Thomalla, Leslie Clio, Misha Verollet, Roosevelt, Royal Canoe, Team Me, The Notwist, The Vaccines, Toy, We Were Promised Jetpacks, When Saints Go Machine, White Fence, Xul Zolar, Young Dreams; Immergut im Großen Haus: Fraktus[10]
- 29., 30. und 31. Mai 2014: All the Luck in the World, Bonaparte, Cloud Nothings, Die! Die! Die!, Feine Sahne Fischfilet, Felix Scharlau, FM Belfast, Future Islands, Girls in Hawaii, Hundreds, Jan Roth, Judith Holofernes, Justus Köhncke, Karrera Klub (DJ-Team), Kombinat 100, Kommando Tanzbrause (DJ-Team), La Femme, Lucy Rose, Mozes and the Firstborn, Oum Shatt, Paul Bokowski (Lesung), Rah Rah, Real Estate, Robag Wruhme, Slut, Sven Regener (Lesung), Tiere streicheln Menschen (Lesung), Wye Oak; Immergut im Großen Haus: Einar Stray, Moddi, Sea Change
- 28., 29. und 30. Mai 2015: Balthazar, Battles, Beaty Heart, detektor.fm DJ-Team & Indie Night HRO DJ-Team, Die Nerven, Drenge, Ducktails, Egokind & Ozean, Element of Crime, Erlend Øye & The Rainbows, Fil, Gereon Klug & Maurice Summen (Lesung), Ghostpoet, Jacob Korn, Jonas Alaska, King Khan & the Shrines, Linus Volkmann (Lesung), MissinCat, Occupanther, Ωracles, Spencer (Karrera Klub) & Branz (Fjörn&Branz), The/Das, Tops, Trümmer, TV Noir Konzertesommer mit Francesco Wilking & Moritz Krämer, Von Spar, Warm Graves, Zentralheizung of Death; Immergut im Großen Haus: Alcoholic Faith Mission, HELMUT, Honig

- 26., 27. und 28. Mai 2016 : Drangsal, Erobique & Cosmic DJ, Get Well Soon, Isolation Berlin, Jochen Distelmeyer, LUH., Maximo Park, Peter Licht (Lesung), Schnipo Schranke, Sean Nicholas Savage, Stefanie Sargnagel (Lesung), Suuns, Tocotronic, Vita Bergen, We Are the City, Frankie Cosmos, Liima, Is Tropical, Peter Bjorn and John, DJ Phono, Fat White Family, White Wine, Eddy Argos (Lesung), detektor.fm DJ-Team, Coma, Indie Night HRO DJ-Team, Karrera Klub, Nagel und Manuel Möglich (Lesung), What Difference Does It Make DJ-Team; Immergut im Großen Haus: I Have a Tribe, Martin Kohlstedt

- 25., 26. und 27. Mai 2017: !!! (Chk Chk Chk), Angel Olsen, Bernd Begemann, Broken Social Scene, Christian Löffler, Cuthead, Dan Croll, Detektor.fm-DJ-Team & Preller, Die Höchste Eisenbahn, Die Sterne, Fazerdaze, Giant Rooks, Homeshake, Indie Night DJ-Team, Jens Balzer (Lesung), Julien Baker, Kalipo, Karrera Klub, King Kong Kicks, Lea Porcelain, Local Natives, Mew, Motorama, Preoccupations, Portugal. The Man, Schorsch Kamerun (Lesung), Shout Out Louds, $ick, Sinkane, Trucks, Voodoo Jürgens, Wand; Immergut im Großen Haus: Lasse Matthiessen, Svavar Knútur
- 25. und 26. Mai 2018: Ilgen-Nur, Maurice Summen & Die Familie Summen, Bayonne, GURR, Das Paradies, Die Nerven, Kat Frankie, Kettcar, Pom Poko, Granada, Suff Daddy & The Lunch Birds, Fil Bo Riva, Lambert, Ada, Drangsal, Makeness, Ty Segall & The Freedom Band, Roosevelt, Mourn, Spex – für Popkultur, What Difference Does It Make, Karrera Klub & King Kong Kicks, Christiane Rösinger (Lesung), Anja Rützel (Lesung), 11 Freunde (Lesung), Andreas Dorau und Gereon Klug (Lesung); Immergut im Großen Haus: Tim Neuhaus, Torpus & the Art Directors, Sue the Night
- 30. Mai, 1. und 2. Juni 2019: Alli Neumann, Balthazar, Bilderbuch, black midi, BLVTH, Boy Harsher, Cate Le Bon, Dagobert, Das Wetter präsentiert: Eure Heimat ist unser Alptraum, Deerhunter, DENA, Fenster, Die Wände., Frittenbude, Gewalt Band, Giulia Becker, Heinz Strunk, Hope, International Music, Isolation Berlin, Isolée, Kala Brisella, Karen Gwyer, Karies, Komfortrauschen, Kommode, Lauer, Leoniden, Linus Volkmann, Mavi Phoenix, Monako, Nilüfer Yanya, Priests, Roosevelt, The Screenshots, Shelter Boy, Some Sprouts, Sophia Kennedy, Preller, Sealt Covers, Indie Night Rostock, HDGDLs, King Kong Kicks, WIWAYA; Immergut auf Helgoland: CHILDREN, Die Kerzen
- 26., 27. und 28. August 2021: Ätna, Drangsal, Hundreds, Igen-Nur, Kaltenkirchen, Pabst, Rikas, Shari Vari, Sofia Portanet, THALA, Albertine Sarges, Blond, DJ Fart in the Club, Giant Rooks, José González, Juliane Streich, Kat Frankie, L.A. Salami, M. Byrd, Molchat Doma, Paula Irmschler (mit Nina Kummer), Sarah Farina, Voodoo Beach, Alyona Alyona, Drens, Dino Brandão, Grandbrothers, Hendrik Otremba, Ikan Hyu, Jens Balzer, June Cocó, Los Bitchos, Odd Couple, Paramida, Sorry3000 und Tocotronic
- 26., 27. und 28. Mai 2022. Motto: In die Puschen: Black Country, New Road, Danger Dan, My Ugly Clementine, Penelope Isles, Sam Vance-Law, Shame, Benjamin Fredrichs (Lesung), Christin Nichols, Crack Cloud, Das Paradies, Daði Freyr, Dekker, DJ Boring, IAMKIMKONG, Ilona Hartmann (Lesung), International Music, Jessy Lanza, Juse Ju, Keke (ausgefallen, Dilla ist eingesprungen), Lucy Kruger & The Lost Boys, Luisa Neubauer (Lesung), Mattiel, Meskerem Mees, Mind Enterprises, Mine, Nalan, Nand, Noga Erez, Power Plush, Sharktank, Sophia Kennedy, Team Scheisse, Tobias Ginsburg, Young Marco[11]
- 26., 27. und 28. Mai 2023. Motto: Kiek Ma. Line-Up: 2 Girls 1 Club, AZE, Betterov, Blond, Brockhoff, Bulgarian Cartrader, Carla Kaspari (Lesung), Caroline Rose, Casper, Die Nerven, Dilla, DJ-Abend mit Festivalfreund*innen (Appeltreegarden Festival, Skandløs Festival, Jenseits von Millionen), Dina Summer, Ditz, Donkey Kid, Edwin Rosen, Fuffifufzich, Futurebae, Henri Jakobs (Lesung – eingesprungen für "Unlearn Patriarchy"), PaulWetz, John Moods, Joya Marleen, Lawn Chair, Lockführer Andi, Martin Kohlstedt, Orbit, Philine Sonny, Preller, Ron Gallo, Sebastian “El Hotzo” Hotz (Lesung), Şeyda Kurt (Lesung), Sofia Kourtesis, Stephan Zovsky, Uche Yara, Zimmer90[12]
- 30. und 31. Mai und 1. Juni 2024. Motto: Hör mal raus. Line-Up: Angélica Garcia, bdrmm, Bonjour Ben, Chasity Belt, Crucchi Gang e Amici, David Bay, DJ-Teams von Skandaløs Festival, Jenseits von Millionen, Palmenkiosque, Dry Cleaning, Iedereen, Ilgen-Nur, Immergut DJ-Team, Lime Garden, Max Richard Leßmann, Meagre Martin, Miriam Davoudvandi (Lesung), Nichtseattle, Odd Beholder, Oskar Haag, Paula Carolina, Paula Irmschler (Lesung), Pavelo & Schnell, Preller X Paustelle, Reflektor Live mit Jan Müller & Tobia Bamborschke (Podcast), Roland Cristal, Royel Otis, Slimgirl Fat (Slic Unit), Soft Loft, Stefanie Sargnagel & Christiane Rösinger (Lesung), Σtella, Temmis, The Vaccines, Tränen, Wa22ermann, Yard, Yuné Pinku, Zzzahara[13]